# Мусем у Тан-Тану
Мусем у Тан-Тану је годишњи скуп који од 1963. године одржава више од тридесет племена из јужног Марока и других делова северозападне Африке у Тан-Тану, граду у југозападном Мароку.  У традиционалној берберској култури  мусем је „врста годишњег сајма са економским, културним и друштвеним функцијама“.
Овај скуп је први пут одржан 1963. године да би се „промовише локалне традиције и обезбедило место за размену, састанке и прославе“. Кажу да је повезан са Мохамедом Лагдафом, сахарским вођом који се деценијама борио против француских и шпанских колонизатора, умро је 1960. и сахрањен је близу Тан-Тана.. Retrieved 2016-03-21.</ref> Окупљање су власти забраниле 1979. године због безбедносних разлога, али је поново оживео 2004. уз помоћ Унеска и мароканског Министарства туризма.  Првобитно се одржавао у мају, али се тренутно одржава сваког децембра. Године 2008. уврштен је на листу нематеријалног културног наслеђа у Мароку као ремек дела усменог и нематеријалног наслеђа човечанства.
Номадска племена путују у мусе из целе Сахаре, што га чини највећим скупом номадских племена у северној Африци. За њих је постављено око 800 шатора, а неки се користе за посебне изложбе о традиционалном животу племена Бербера.
На скупу се дешавају разне активности. То је „прилика за племена да се друже уз песму и игру, размењују приче, деле знање о биљним лековима, да се такмиче у коњским тркама и да се укључе у неку озбиљну трговину камилама“  и „купују, продају и размењују храну и друге производе, организују такмичења у гајењу камила и коња, славе свадбе“. Даље, фестивал укључује „низ културних израза као што су музичке представе, популарно певање, игре, такмичења поезије и друге усмене традиције Хасанија“. Ова песма такође укључује фантазију, кореографску реконструкцију јуриша коњице од стране берберских племена који подижу своје пушке у ваздух и издају ратни поклич.